# Avahi meridionalis
Espèce
Statut de conservation UICN

 EN B1ab(i,iii,v) : En danger
Avahi meridionalis, communément appelé l’Avahi méridional, d’abord considérée comme étant une population d'Avahi laniger, a été récemment décrit comme une espèce à part entière d'avahis. Il s’agit d’une espèce nocturne; la dimension des groupes peut varier de 1 jusqu’à 5 individus, mais les groupes les plus fréquents sont constitués par un mâle et une femelle adulte. Les mâles peuvent posséder un territoire plus grand que les femelles, probablement parce qu'ils s’occupent de la défense territoriale et des femelles. 

## Classification
Avahi meridionalis a été décrit à l'origine comme comprenant deux sous-espèces: A. m. meridionalis et A. m. ramanantsoavanai. Celles-ci ont été élevées au rang d'espèces par Andriantompohavana et al. (2007).

## Distribution

Répartition géographique dAvahi meridionalis dans le Sud-Est de Madagascar.

Cette espèce se trouve uniquement dans la réserve d’Andohahela et dans les forêts littorales de Sainte Luce et Mandena (sud-est de Madagascar). Des études adjonctifs sont nécessaires pour déterminer sa distribution exacte, ainsi que par rapport à la distribution de l’espèce « sœur » Avahi peyrierasi . 

## Description
Le pelage dorsale est gris-marron et devient plus clair dans la zone distale, la partie ventrale est grise. La queue est rouge-marron et devient plus foncée dans la partie distale. Le poids moyen est de 1,2 kg pour les femelles et 1,1 kg pour les mâles ; la longueur du corps est de 27 cm pour les femelles et 25 cm pour les mâles.

## Régime alimentaire
Avahi meridionalis  mange des feuilles (adultes, jeunes et bourgeons) et, plus rarement, des fleurs. Les avahis, dans la forêt de Sainte Luce, ne choisissent pas les ressources alimentaires sur la base de l’abondance . Ils choisissent des feuilles, jeunes dès que possible, avec un contenu de protéines plus important et une concentration de fibres plus faible; ils tolèrent aussi la présence d’une vaste gamme de métabolites secondaires (tannins, polyphénols, alcaloïdes). En consommant plus que 40 espèces végétales,  Avahi meridionalis peut être considérée comme l’espèce la plus généraliste de son genre. 

## Conservation
Avahi meridionalis vit dans des fragments de forêt littorale humide dans le sud-est du Madagascar (Mandena et Sainte Luce). Le niveau de dégradation des fragments, plus que leurs dimensions, influence la densité et le rapport de naissance de la population.